# Open Monograph Press
Open Monograph Press (OMP) es un software de código abierto para administrar y publicar libros académicos. Fue creado por el Public Knowledge Project, liberado bajo licencia GNU General Public License.

## Características
Open Monograph Press se puede utilizar para gestionar el flujo de trabajo editorial necesario para ver monografías, volúmenes editados y ediciones académicas a través de revisión interna y externa, edición, catalogación, producción y publicación. OMP puede operar, además, como un sitio web de prensa con capacidades de catálogo, distribución y venta. 
El software está disponible en varios idiomas y hay una sección para contribuir a la traducción. La descarga es gratuita ya que es un software de código abierto y se puede realizar directamente desde la página del Public Knowladge Project. La última versión es la 3.3.0-11 y fue lazada el 7 de junio del año 2021. Su instalación se puede realizar tanto en un servidor local como en un servidor web; para ambos, se requiere contemplar el uso de una base de datos. 
Entre las características de OMP detalladas por Public Knowladge Project están:
- Manejar volúmenes editados, con diferentes autores para cada capítulo;
- Involucrar a editores, autores, revisores, diseñadores, indexadores y otros en la producción de libros;
- Vea la presentación a través de múltiples rondas de revisiones internas y externas;
- Utilice ONIX estándar de la industria para los requisitos de metadatos de libreros (por ejemplo, Amazon);
- Crear bibliotecas de documentos para envíos, registros de contratos, permisos, etc.;
- Maneje las portadas de miniaturas en el Catálogo, así como las funciones de Spotlight.